# Radius
 For alternative betydninger, se Radius (flertydig). (Se også artikler, som begynder med Radius)
Radius (eller radie), ofte betegnet {\displaystyle r}, angiver det linjestykke, der strækker sig fra centrum til periferi i en cirkel eller kugle. I daglig tale refererer betegnelsen radius ofte til længden af en radius.
Linjestykket fra et punkt på periferien gennem centrum til et andet punkt på periferien kaldes diameteren, der er dobbelt så lang som radius.